# Гайт
Гайт (англ. Hythe) — село в Канаді, у провінції Альберта, у складі муніципального району Ґранд-Прері № 1.

## Населення
За даними перепису 2016 року, село нараховувало 827 осіб, показавши зростання на 0,9%, порівняно з 2011-м роком. Середня густина населення становила 201,9 осіб/км².
З офіційних мов обидвома одночасно володіли 15 жителів, тільки англійською — 775, а 10 — жодною з них. Усього 90 осіб вважали рідною мовою не одну з офіційних, з них 5 — одну з корінних мов, а 5 — українську.
Працездатне населення становило 375 осіб (67% усього населення), рівень безробіття — 14,7% (18,9% серед чоловіків та 10,5% серед жінок). 94,7% осіб були найманими працівниками, а 2,7% — самозайнятими.
Середній дохід на особу становив $41 853 (медіана $32 491), при цьому для чоловіків — $54 935, а для жінок $30 079 (медіани — $48 512 та $23 872 відповідно).
28,6% мешканців мали закінчену шкільну освіту, не мали закінченої шкільної освіти — 42,9%, 29,5% мали післяшкільну освіту, з яких 12,1% мали диплом бакалавра, або вищий.
| Статево-вікова структура населення | Статево-вікова структура населення | Статево-вікова структура населення | Статево-вікова структура населення | Статево-вікова структура населення |
| ---------------------------------- | ---------------------------------- | ---------------------------------- | ---------------------------------- | ---------------------------------- |
|                                    |                                    |                                    |                                    |                                    |
| Всього                             | Всього                             | 48,5%51,5%                         |                                    |                                    |
| 0 — 14 років                       | 0 — 14 років                       |                                    | 18,8%                              | 18,8%                              |
| 15 — 64 років                      | 15 — 64 років                      |                                    | 53,9%                              | 53,9%                              |
| 65 і більше                        | 65 і більше                        |                                    | 27,3%                              | 27,3%                              |
| 85 і більше                        | 85 і більше                        |                                    | 12,7%                              | 12,7%                              |
| Середній вік (років)               | Середній вік (років)               | 43,346,4                           | 44,9                               | 44,9                               |
| Медіана (років)                    | Медіана (років)                    | 40,648,4                           | 44,6                               | 44,6                               |
| — чоловіки — жінки                 |                                    |                                    |                                    |                                    |

| Походження мешканців:     | Походження мешканців:     | Походження мешканців: | Походження мешканців: | Походження мешканців: |
| ------------------------- | ------------------------- | --------------------- | --------------------- | --------------------- |
| Походження                |                           |                       | осіб                  | %                     |
| Корінні американці        | Корінні американці        |                       | 95                    | 13.48%                |
| Інше північноамериканське | Інше північноамериканське |                       | 290                   | 41.13%                |
| Європейське               | Європейське               |                       | 555                   | 78.72%                |
| британське                | британське                |                       | 355                   | 50.35%                |
| французьке                | французьке                |                       | 80                    | 11.35%                |
| українське                | українське                |                       | 65                    | 9.22%                 |
| Латинськоамериканське     | Латинськоамериканське     |                       | 10                    | 1.42%                 |
| Африканське               | Африканське               |                       | 25                    | 3.55%                 |
| Азійське                  | Азійське                  |                       | 25                    | 3.55%                 |

| Зайнятість населення за галузями (за класифікацією NOC): | Зайнятість населення за галузями (за класифікацією NOC): | Зайнятість населення за галузями (за класифікацією NOC): | Зайнятість населення за галузями (за класифікацією NOC): | Зайнятість населення за галузями (за класифікацією NOC): |
| -------------------------------------------------------- | -------------------------------------------------------- | -------------------------------------------------------- | -------------------------------------------------------- | -------------------------------------------------------- |
|                                                          |                                                          |                                                          |                                                          |                                                          |
| Управління                                               | Управління                                               |                                                          | 5,5%                                                     | 5,5%                                                     |
| Бізнес, фінанси та адміністрування                       | Бізнес, фінанси та адміністрування                       |                                                          | 12,3%                                                    | 12,3%                                                    |
| Природничі та прикладні науки                            | Природничі та прикладні науки                            |                                                          | 2,7%                                                     | 2,7%                                                     |
| Охорона здоров'я                                         | Охорона здоров'я                                         |                                                          | 5,5%                                                     | 5,5%                                                     |
| Освіта, правозахист, муніципальні та урядові служби      | Освіта, правозахист, муніципальні та урядові служби      |                                                          | 6,8%                                                     | 6,8%                                                     |
| Роздрібна торгівля та послуги                            | Роздрібна торгівля та послуги                            |                                                          | 26%                                                      | 26%                                                      |
| Гуртова торгівля, транспорт та обладнання                | Гуртова торгівля, транспорт та обладнання                |                                                          | 32,9%                                                    | 32,9%                                                    |
| Природні ресурси, сільське господарство                  | Природні ресурси, сільське господарство                  |                                                          | 5,5%                                                     | 5,5%                                                     |
| Виробництво                                              | Виробництво                                              |                                                          | 2,7%                                                     | 2,7%                                                     |

## Клімат
Середня річна температура становить 2°C, середня максимальна – 20,2°C, а середня мінімальна – -19,6°C. Середня річна кількість опадів – 466 мм.
| Клімат поселення                              | Клімат поселення | Клімат поселення | Клімат поселення | Клімат поселення | Клімат поселення | Клімат поселення | Клімат поселення | Клімат поселення | Клімат поселення | Клімат поселення | Клімат поселення | Клімат поселення | Клімат поселення |
| Показник                                      | Січ.             | Лют.             | Бер.             | Квіт.            | Трав.            | Черв.            | Лип.             | Серп.            | Вер.             | Жовт.            | Лист.            | Груд.            |                  |
| Середній максимум, °C                         | −6,4             | −3,61            | 2,04             | 10,58            | 16,14            | 20,08            | 20,19            | 19,22            | 14,47            | 8,68             | −1,62            | −7               |                  |
| Середня температура, °C                       | −12,98           | −10,2            | −4,55            | 3,99             | 9,53             | 13,49            | 15,40            | 14,42            | 9,69             | 3,90             | −6,4             | −11,78           |                  |
| Середній мінімум, °C                          | −19,58           | −16,82           | −11,16           | −2,64            | 2,94             | 6,87             | 10,63            | 9,66             | 4,89             | −0,88            | −11,18           | −16,56           |                  |
| Норма опадів, мм                              | 27               | 18               | 20               | 17               | 42               | 76               | 77               | 65               | 47               | 29               | 24               | 24               |                  |
| Середньомісячна швидкість вітру, м/с          | 2.70             | 2.70             | 3.05             | 3.40             | 3.50             | 3.28             | 2.90             | 2.80             | 3.10             | 3.30             | 2.90             | 2.80             |                  |
| Середньомісячна сонячна радіація, кДж/м²·день | 2629             | 5840             | 11185            | 16496            | 19792            | 21677            | 21265            | 17537            | 11501            | 6304             | 2984             | 1910             |                  |
| --------------------------------------------- | ---------------- | ---------------- | ---------------- | ---------------- | ---------------- | ---------------- | ---------------- | ---------------- | ---------------- | ---------------- | ---------------- | ---------------- | ---------------- |
| Джерело:                                      |                  |                  |                  |                  |                  |                  |                  |                  |                  |                  |                  |                  |                  |